# Arauquita (kommun)
Arauquita är en kommun i Colombia.   Den ligger i departementet Arauca, i den nordöstra delen av landet, 400 km nordost om huvudstaden Bogotá. Antalet invånare är 36 745.